# Diagramme d'un nœud, d'un entrelacs
Un entrelacs, en topologie est un ensemble de courbes de l'espace, fermées et d'intersection vide deux à deux. La théorie des nœuds étudie les configurations possibles de ces objets (un nœud est un entrelacs ne possédant qu'un seul brin). Un diagramme d'entrelacs est une représentation bidimensionnelle d'un entrelacs.

## Projection du nœud ou de l'entrelacs
On obtient un diagramme d'un entrelacs en le projetant sur un plan. Lorsqu'un croisement se produit, on garde en mémoire la position relative d'un brin par rapport à l'autre (en «hauteur») en coupant légèrement le segment du dessous autour de celui du dessus comme sur la figure :
Cependant on doit respecter certaines règles pour projeter l'entrelacs.
1. Les courbes doivent être lisses, sans point singulier.
2. Deux portions de courbes ne doivent pas être tangentes.
3. Les croisements doivent toujours n'impliquer que deux portions de courbes.

Ces règles sont en réalité peu contraignantes, car une légère modification de la direction de projection permet de se débarrasser de tous les cas.

## Relations entre les diagrammes
En changeant de direction d'observation, on obtient différentes projections du même objet. Cependant il existe un moyen de relier les diagrammes entre eux.
Si on veut relier deux diagrammes qui sont la projection d'un même entrelacs ou de ses déformations sans couper aucune courbe, on utilise les mouvements de Reidemeister, qui sont une conséquence des règles de projection. Elles relient entre elles les différentes situations que l'on obtient en le résolvant (en changeant de direction de projection).
|        |         |          |
| Type I | Type II | Type III |